# Roll von Emmenholz (Adelsgeschlecht)

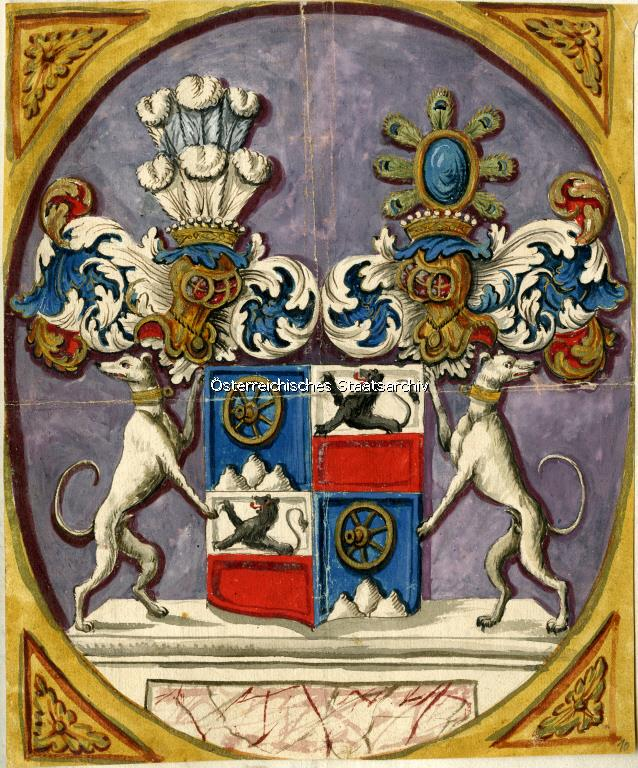
Gebessertes Wappen der Freiherren von Roll zu Emmenholtz (1698)

Die von Roll bzw. von Roll von Emmenholz sind ein altadliges Schweizer Patriziergeschlecht in Solothurn. Zweige der Familie bestehen noch fort.
Sie sind nicht zu verwechseln mit den gleichnamigen Geschlechtern derer von Roll der Urner Linie und derer von Roll der Bernauer Linie, benannt nach der Burg Bernau, die beide erloschen sind.

## Geschichte
Mitglieder der Familie waren Kaufleute in Genf, wo sie 1371 das Bürgerrecht erhielten. König Sigismund erhob sie 1431 in den Reichsadel.
Im Jahr 1495 wurde Johann von Roll († 1528) Bürger der Stadt Solothurn und wurde schon sechs Jahre später in den Kleinen Rat gewählt. Nach dem frühen Tod seiner Eltern erbte er alle Rechte und Güter seiner Ziehmutter Küngold von Spiegelberg im Umkreis von Solothurn, wozu die kleine Twingherrschaft Emmenholz bei Zuchwil gehörte.
Mit dem Schultheiss Johann von Roll erlangte das Geschlecht während des Dreissigjährigen Kriegs erstmals die höchste Würde der Stadtrepublik. Danach teilte es sich in zwei Linien. Am 18. März 1698 erhielten Johann Ludwig, Johann Friedrich und Ursus Victor von Roll zu Emmenholtz, Vettern, den Freiherrenstand mit dem Prädikat „Wohlgeboren“ und einer Wappenbesserung verliehen. Ludwig von Roll begründete 1809 das Eisenwerk von Roll mit. Mit seinem Sohn Franz starb seine Linie 1859 im Mannesstamm aus. Andere Zweige der Familie bestehen fort.

## Bekannte Mitglieder
- Barbara von Roll (1502–1571)

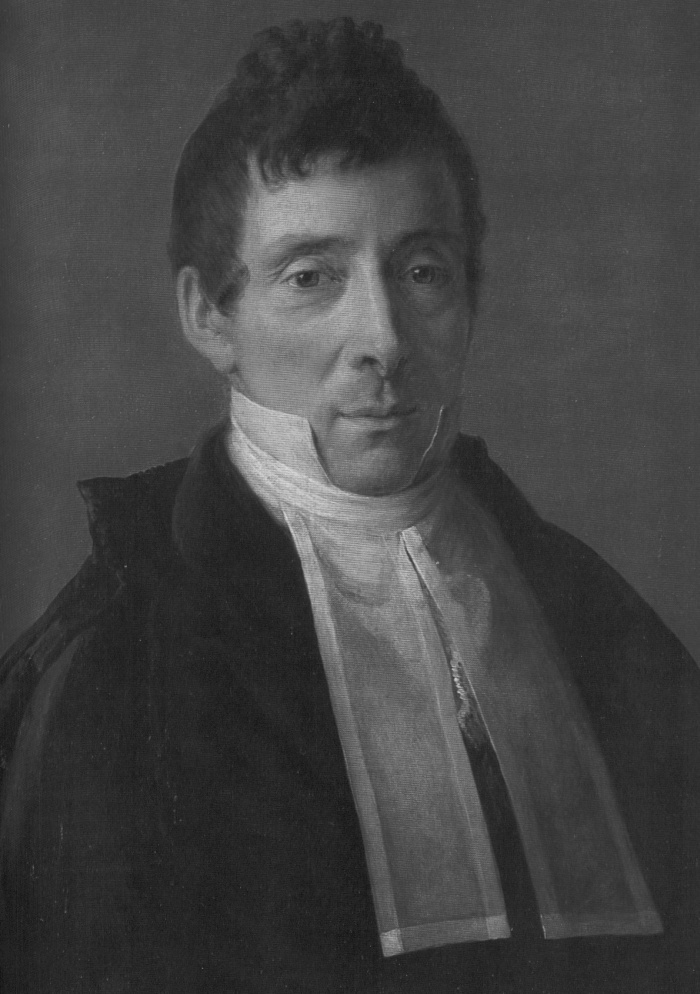
Ludwig von Roll (1771–1839), Mitbegründer des Eisenwerks von Roll

- Walter von Roll (um 1520–1591), Ritter, Gründer des Kapuzinerklosters Altdorf
- Johann Peter von Roll (1571/72 – um 1648), Ritter
- Karl Emanuel von Roll	(um 1573–1654), Junker auf Schloss Böttstein, Bruder von Hans Walter und Johann Peter von Roll
- Johann von Roll (1573–1643), 1626 Schultheiss von Solothurn
- Ludwig von Roll (1605–1652), Offizier und Politiker
- Johann Peter von Roll	(1630–1671)
- Maurus von Roll (1653–1714)
- Johann Ludwig von Roll von Emmenholz (1643–1718)
- Johann von Roll von Emmenholz (1647–1696)
- Johann Friedrich von Roll (1659–1723)[2]
- Urs Heinrich von Roll von Emmenholz (1672–1714)
- Franz Martin von Roll (1682–1739)
- Urs Viktor Josef von Roll (1686–1759)
- Franz Viktor Augustin von Roll von Emmenholz (1700–1773)
- Georg Franz Josef Ignaz von Roll (1707–1758)
- Franz Joseph von Roll von Emmenholz (1743–1815)
- Ludwig von Roll (1771–1839), Offizier, Politiker und Mitbegründer des Eisenwerks von Roll

## Wappen
- Blasonierung des Freiherrenwappens (1698): Geviert. Felder 1 und 4 in Blau über silbernem Felsen im Schildfuß ein siebenspeichiges goldenes Rad, in Felder 2 und 3 von Silber und Rot geteilt, oben wachsend ein schwarzer Löwe. Zwei gekrönte Helme: I. sechs (3:3) silberne Straußenfedern, die Helmdecken rechts blau-golden, links rot-silbern; II. golden eingefasstes, rundes blaues Schirmbrett, besteckt mit sieben Pfauenfedern, die Decken rechts rot-silbern, links blau-golden.[3]